# قطقوطة
قطقوطة (19 مارس 1938 -)، ممثلة وراقصة مصرية.

## حياتها ونشأتها
ولدت في الإسكندرية، عملت مع ابنة خالتها الراقصة ريري، في صالات الإسكندرية وشاركتها في العديد من الأفلام قبل أن تعتزل الفن في عام 1972.

## أعمالها[4]
- 1. امتثال، فيلم 1972
- 2. نشال رغم أنفه، فيلم 1969
- 3. يوم واحد عسل، فيلم 1969
- 4. ايدك عن مراتي، فيلم 1968 الراقصه
- 5. شهر عسل بدون إزعاج، فيلم 1968 الراقصة
- 6. الحب الكبير، فيلم 1968
- 7. شارع الضباب، فيلم 1967
- 8. مغامرات شوشو، فيلم 1966
- 9. العقل والمال، فيلم 1965
- 10. ولدت من جديد، فيلم 1965
- 11. هارب من الزواج، فيلم 1964
- 12. بين القصرين، فيلم 1964
- 13. ألف ليلة وليلة، فيلم 1964
- 14. دعني والدموع، فيلم 1964
- 15. منتهى الفرح، فيلم 1963
- 16. شاطئ الحب، فيلم 1962
- 17. يوم الحساب، فيلم 1962
- 18. هاء 3، فيلم 1961 الراقصة
- 19. زوجة من الشارع، فيلم 1960
- 20. المرأة المجهولة، فيلم 1959 الراقصة
- 21. حب من نار، فيلم 1958
- 22. ساحر النساء، فيلم 1958
- 23. لواحظ، فيلم 1957
- 24. أين عمري، فيلم 1957
- 25. إغراء، فيلم 1957
- 26. ازاي أنساك، فيلم 1956

## وصلات خارجية
- قطقوطة على موقع IMDb (الإنجليزية)
- قطقوطة على موقع الدهليز
- قطقوطة على موقع قاعدة بيانات الأفلام العربية
- قطقوطة على موقع قاعدة بيانات الفيلم (الإنجليزية)